# Die Flußpiraten des Mississippi

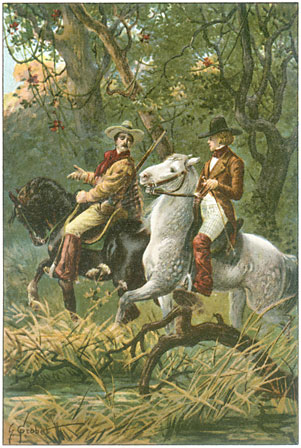
Zwei der Banditen auf dem Weg nach Helena: Blackfoot, in der gewöhnlichen Tracht der Hinterwäldler, und Sander, nach der neuesten Pariser Mode gekleidet, da er wieder einmal in delikater Mission unterwegs ist. (Illustration von H. Grobet in einer Ausgabe des Romans aus dem Jahr 1907)

Die Flußpiraten des Mississippi ist ein Roman des deutschen Schriftstellers Friedrich Gerstäcker (1816–1872), der 1848 erstmals veröffentlicht wurde und eine Fortsetzung von Die Regulatoren in Arkansas (1846) bildet.

## Handlung
In den 1840er Jahren herrscht in der Kleinstadt Helena (Arkansas) am Ufer des Mississippi River reges Treiben. Farmer, Jäger, Trapper und Händler kommen dort zusammen, dazu auch viele Bootsleute. Obgleich bereits Dampfschiffe verkehren, wird flussabwärts ein großer Teil der Waren noch immer mit Flatbooten transportiert. Die Fahrt mit einem solchen schwerfälligen, lediglich mit der Strömung treibenden Kasten kann zwar guten Gewinn bringen, ist auf den noch unregulierten Flüssen aber auch sehr gefährlich. Viele Flatboote verunglücken, nicht selten verschwinden sie sogar gänzlich spurlos. Niemand ahnt aber, dass ein erheblicher Teil der vermeintlichen Unfälle auf das Konto einer Verbrecherbande geht, die sich einige Meilen unterhalb von Helena auf der Insel Nummer 61 festgesetzt hat. Von außen erscheint dieses Eiland wild verwachsen und unzugänglich, doch ist das Gewirr umgestürzter Bäume teilweise künstlich arrangiert und verbirgt eine kleine, aber wohlbefestigte Ansiedlung, das Hauptquartier der Piraten. Daneben verfügt die Bande über Helfer entlang des gesamten Flusssystems, zum Teil in ganz unauffälligen bürgerlichen Existenzen, selbst Polizisten und Staatsanwälte befinden sich darunter. Lohnende Beute wird bereits in den Oberläufen der Flüsse ausgekundschaftet. Dann lassen sich Bandenmitglieder als Lotsen oder Ruderer anheuern und sorgen dafür, dass die Boote bei Nacht und Nebel an der Insel stranden, wo sie ausgeplündert und die Besatzungen ermordet werden. Eine besondere Rolle spielt der ebenso smarte wie abgefeimte Bandit Sander. In wechselnden Identitäten ergaunert er als Heiratsschwindler und Erbschleicher bei passender Gelegenheit auch noch den immobilen Besitz der Opfer.
Anführer der Piraten ist der charismatische und wegen seiner brutalen Entschlossenheit gefürchtete Kapitän Kelly. Auch er führt ein Doppelleben. Auf der Insel und bei seiner dortigen Frau Georgine lässt er sich nur selten blicken, gewöhnlich lebt er in Helena mit seiner Gattin Hedwig als allseits beliebter und geachteter Arzt, Advokat und Friedensrichter Dayton. Dank dieser Position bleibt ihm nicht verborgen, dass die ungeheure Ausdehnung und Verzweigtheit der Bande, die lange Zeit Garant ihrer Sicherheit war und Verrat fast unmöglich machte, sich allmählich zum Risiko entwickelt. Um dem zu begegnen, schmiedet er den Plan, ganz legal ein Dampfschiff zu erwerben und es, natürlich mit Piraten bemannt, in der Nähe der Insel als Paketboot verkehren zu lassen, damit sich bei drohender Gefahr zumindest der Kern der Bande samt der aufgespeicherten Beute nach Texas oder Mexiko absetzen kann. Doch es ist bereits zu spät. Längst von einzelnen Stadt- und Landbewohnern wahrgenommene Verdachtsmomente verdichten sich, gezielte Nachforschungen lenken die Aufmerksamkeit auf die Insel, schließlich werden Bewaffnete aufgeboten. Dayton-Kelly kann diese Maßnahmen nur noch kurze Zeit sabotieren und hastig den Hauptteil seiner Bande in Helena zusammenziehen, dann kommt es zum offenen Kampf. Zwar kapern die Piraten ein zufällig vor Helena ankerndes Dampfschiff, und fast scheint es, als gelänge ihnen die Flucht, doch die wilden Desperados können mit der Maschine nicht umgehen, eine Kesselexplosion wird ihnen zum Verhängnis.

## Verfilmung
- Die Flußpiraten vom Mississippi (D, F, I, 1963) unter der Regie von Jürgen Roland, mit Hansjörg Felmy als Sheriff, Horst Frank als Kapitän Kelly, Sabine Sinjen, Karl Lieffen u. a.

## Hörspieladaptation
- Die Flußpiraten des Mississippi, Südwestfunk, 1967, Bearbeitung: Kurt Vethake, Regie: Heiner Schmidt
- Die Flußpiraten des Mississippi, Europa, 1977, Bearbeitung: Eberhard Alexander-Burgh, Regie: Heikedine Körting